# Fair Toys Organisation
Die Fair Toys Organisation e.V. (FTO) ist eine Multistakeholder-Initiative aus Mitgliedern der Spielwarenbranche und der Zivilgesellschaft mit Sitz in Nürnberg. Ziel ist die Entwicklung und Vergabe eines Siegels, welches glaubwürdig für eine faire und umweltfreundliche Spielwarenproduktion steht.

## Geschichte
Die Fair Toys Organisation wurde am 14. Juli 2020 in Nürnberg als Multistakeholder-Initiative mit Unternehmen der Spielwarenbranche und Zivilgesellschaftlichen Organisationen im Spielzeugmuseum Nürnberg gegründet. Die Gründung war Ergebnis mehrjähriger Arbeit durch das Nürnberger Bündnis Fair Toys (NBFT), einem Zusammenschluss von mehreren kirchlichen und städtischen Einrichtungen sowie Menschenrechtsgruppen, die sich gemeinsam für gerechte und menschenwürdige Arbeitsbedingungen in der Spielzeugproduktion einsetzen. Im Jahr 2018 wurde ein Multistakeholder-Dialog gemeinsam mit engagierten Unternehmen, dem Deutschen Verband der Spielwarenindustrie (DVSI) sowie Vertretungen aus NGOs, Kirche, Wissenschaft und Kommunen gestartet, mit dem Ziel der Gründung einer Institution, welche glaubhaft für menschenwürdige und umweltfreundliche Produktionsbedingungen in der Spielwarenbranche steht. Die FTO wurde schließlich am 14. Juli 2020 im Spielzeugmuseum Nürnberg von 15 Mitgliedern aus der Spielwarenbranche und Zivilgesellschaft feierlich gegründet. An der Gründungsfeier sprachen unter anderem der Oberbürgermeister von Nürnberg Marcus König, der parlamentarische Staatssekretär im Bundesministerium für Wirtschaftliche Zusammenarbeit und Entwicklung Norbert Barthle, sowie der Staatssekretär im Bayerischen Staatsministerium für Wirtschaft, Landesentwicklung und Energie Roland Weigert. Seitdem ist die FTO auf 29 Mitgliedsorganisationen gewachsen: 18 Unternehmen, 9 Zivilgesellschaftlichen Gruppen, 2 Fördermitglieder (Stand 1. August 2023). Am 28. September 2023 konnte die Fair Toys Organisation erstmals zwei Unternehmen mit einem Siegel für eine soziale und ökologische Verantwortung in der Spielwarenproduktion auszeichnen.

## Vereinsstruktur
Der Verein wird getragen von juristischen Personen des Privatrechts, meist Unternehmen oder Verbände und von Personen des öffentlichen Rechts, wie Vereine oder Kommunen. Natürliche Personen können Fördermitglieder werden. Das besondere an der FTO-Vereinsstruktur ist ein Zweikammernsystem. Diese zwei Kammern setzen sich zusammen aus Mitgliedern der Akteursgruppe der Spielwarenbranche sowie aus Mitgliedern der Akteursgruppen Zivilgesellschaftlichen Organisationen, Körperschaften des öffentlichen Rechts und Gewerkschaften. Die Beschlüsse des Vereins benötigen immer eine doppelte Mehrheit, d. h. eine jeweilige Kammermehrheit und Gesamtmehrheit. Dieses Prinzip gilt auch für den Vorstand. Dort müssen beide Kammern jeweils in gleicher Zahl vertreten sein. Der Verein hat eine partizipative Ausrichtung und beteiligt die Mitglieder aktiv bei der Umsetzung der Vereinsziele durch einzelne Arbeitsgruppen. Der Verein finanziert sich durch staatlichen Zuschüssen, zum Beispiel des Bundesministeriums für wirtschaftliche Zusammenarbeit und Entwicklung und durch Mitgliedsbeiträge.

## Zielsetzung
Die Fair Toys Organisation versteht sich als eine Dachinstanz, die auch die Anwendung bestehender Programme und Verfahren zur Verbesserung und Sicherstellung der Sozial- und Umweltstandards berücksichtigt. Ziel ist die Entwicklung und Vergabe eines Siegels, das glaubwürdig für eine faire und umweltfreundliche Spielwarenproduktion steht. Ein Multi-Stakeholder-Ansatz bezieht bei allen Entscheidungsprozessen Unternehmen, Verbände, Gewerkschaften, NGOs und lokale Partner mit ein und schafft somit maximale Transparenz und Glaubwürdigkeit im Hinblick auf die Selbstverpflichtung von Unternehmen auf eine menschen- und umweltverträgliche Herstellung von Spielwaren entlang der gesamten Lieferkette.

## Arbeitsweise
Die Unternehmen werden auf ihrem Weg zur Verbesserung der menschenrechtlichen Sorgfaltspflichten entlang der Lieferketten durch die FTO informiert, sensibilisiert und beraten. Die FTO setzt dabei auf die institutionelle Verankerung von Verantwortung und menschenrechtlicher Sorgfalt im gesamten Unternehmen. Im Falle von Defiziten benennt sie diese. Gemeinsam mit dem jeweiligen Unternehmen entwirft die FTO Lösungsstrategien und legt die notwendigen Verbesserungsmaßnahmen fest. Die FTO begleitet zudem Pilotprojekte mit neuen Ansätzen („Best Practice-Labor“). Hierfür werden interessierte Unternehmen zusammengebracht und Projekte des gemeinsamen Lernens und Entwickelns angestoßen. Gelungene Pilotprojekte können zum Maßstab für die gesamte Branche werden.